# Liste des voyages présidentiels à l'étranger de Jacques Chirac

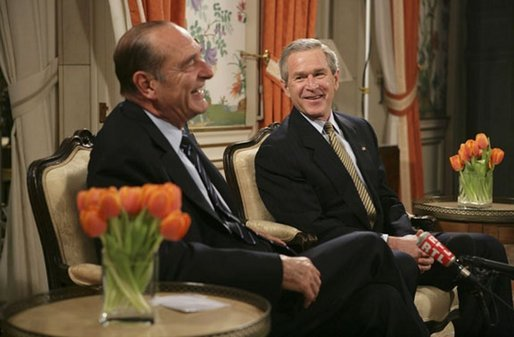
Les présidents George W. Bush et Jacques Chirac le 22 février 2005, à Bruxelles, lors du sommet au quartier général de l'OTAN.

Jacques Chirac, en tant que cinquième président de la Cinquième République, a rythmé ses deux mandats par des voyages présidentiels à l'étranger, de 1995 à 2007.
Jacques Chirac, ayant été Premier ministre à deux reprises sous Valéry Giscard d'Estaing et François Mitterrand, a effectué plusieurs voyages officiels dans différents pays dans le cadre de cette fonction. Ces voyages ne sont donc pas inclus dans la liste ci-dessous.
Près de 86 pays sont visités pendant le septennat et le quinquennat de Jacques Chirac.

## Liste des voyages par ordre chronologique
|     | Dates                               | Pays                             | Villes             | Détails du voyage |
| --- | ----------------------------------- | -------------------------------- | ------------------ | --- |
| 1   | 14 juin 1995 15 juin 1995           | États-Unis                       | New York           | Discours à l'ONU sur l'envoi de la Force de réaction rapide en Yougoslavie, la libération des otages et la reprise des essais nucléaires à Mururoa, New York le 15 juin 1995. |
| 1   | 15 juin 1995 17 juin 1995           | Canada                           | Halifax            | Sommet des pays industrialisés. Discussion sur la libération des otages de la FORPRONU et la situation en Bosnie, sur les rapports du groupe des Sept avec la Russie, sur la réforme de l'ONU, le financement de l'aide au développement et les réactions à la reprise des essais nucléaires. |
| 2   | 19 juillet 1995 20 juillet 1995     | Maroc                            | Rabat              | Discussion sur les relations entre la France et le Maroc, le rôle des Français établis au Maroc et l'action éducative et sociale faite en leur faveur, Rabat le 20 juillet 1995. |
| 3   | 21 juillet 1995                     | Côte d'Ivoire                    | Yamoussoukro       | Discussion sur le devoir de solidarité des grands pays industrialisés à l'égard de l'Afrique et sur le refus de la France de l'afro pessimisme. Rencontre avec le président Henri Konan Bédié et où il reçoit les chefs d'État des pays voisins, le Togolais Gnassingbé Eyadéma, le Béninois Nicéphore Soglo, le Burkinabé Blaise Compaoré et le Nigérien Mahamane Ousmane. |
| 4   | 22 juillet 1995                     | Gabon                            | Libreville         | Rencontre avec les présidents Omar Bongo, Paul Biya du Cameroun, le Congolais Pascal Lissouba, le Tchadien Idriss Déby, le Centrafricain Ange-Félix Patassé ainsi que le président de la Guinée équatoriale Teodoro Obiang Nguema Mbasogo. |
| 5   | 23 juillet 1995                     | Sénégal                          | Dakar              | Rencontre avec Abdou Diouf. Il s'y entretient également avec le Mauritanien Maaouiya Ould Taya et le Guinéen Lansana Conté. |
| 6   | 2 septembre 1995 4 septembre 1995   | Bénin                            | Cotonou            | 6e sommet des chefs d'État et de gouvernement des pays ayant le français en partage (sommet des pays francophones). Discussion avec Boutros Boutros-Ghali, secrétaire général de l'ONU, Nicéphore Soglo, président du Bénin sur la place du français dans le monde et en Europe, le développement de l'Afrique, le rôle de l'ONU dans le règlement des conflits et la position des pays francophones sur les essais nucléaires.                                                                            |
| 7   | 5 octobre 1995 6 octobre 1995       | Tunisie                          | Tunis              | Discours devant l'assemblée nationale sur les relations bilatérales franco-tunisiennes, sur le développement économique et l'ancrage de la démocratie en Tunisie. |
| 7   | 9 octobre 1995 10 octobre 1995      | Espagne                          | Madrid             | 9e sommet franco-espagnol. |
| 8   | 22 octobre 1995 23 octobre 1995     | États-Unis                       | New York           | Célébration du cinquantenaire de l'ONU-discours devant l'Assemblée générale des Nations unies. Discussion sur le rôle « irremplaçable » de l'ONU et sur la nécessaire réforme du fonctionnement de l'Organisation des Nations unies. |
| 9   | 25 octobre 1995                     | Allemagne                        | Bonn               | Discussion avec Helmut Kohl, chancelier d'Allemagne, sur l'entente franco-allemande, l'élargissement de l'OTAN et l'Europe. |
| 10  | 20 janvier 1996                     | Vatican                          | Rome               | Discussion avec Jean-Paul II sur les relations entre la France et le Saint-Siège, le rôle de la France comme « fille aînée de l'Église » et l'importance de la solidarité pour le développement de la personne humaine et des sociétés. Visite à la basilique Saint-Jean-de-Latran. |
| 11  | 31 janvier 1996 2 février 1996      | États-Unis                       | Washington         | Discussion sur le développement des relations industrielles et commerciales entre la France et les États-Unis et sur un réaménagement des rapports entre l'OTAN et l'Europe. |
| 11  | 31 janvier 1996 2 février 1996      | États-Unis                       | Chicago            | Discussion sur les relations franco-américaines, la compétitivité française, la mondialisation de l'économie et les relations économiques entre l'Europe et les États-Unis. |
| 12  | 28 février 1996 29 février 1996     | Singapour                        | Bangkok            | Discussion sur le rôle des Français installés en Asie pour le développement des relations économiques entre la France, Singapour et l'Asie. |
| 12  | 1er mars 1996 2 mars 1996           | Singapour                        | Bangkok            | Participation au sommet euro-asiatique. |
| 13  | 4 avril 1996 6 avril 1996           | Liban                            | Koraytem           | Première visite d'un président français au Liban depuis l'indépendance de ce pays. Discussion avec Rafiq Hariri sur la reconstruction du Liban, sur la coopération culturelle et universitaire. |
| 13  | 4 avril 1996 6 avril 1996           | Liban                            | Beyrouth           | Discussion sur la coopération entre Français et Libanais pour le redressement du Liban, la restauration des valeurs démocratiques et l'avenir du Liban. |
| 14  | 6 avril 1996 8 avril 1996           | Égypte                           |                    | Discussion sur la coopération culturelle, économique et technologique avec l'Égypte, sur la politique arabe de la France, sur la consolidation de la paix, et le développement économique du Proche-Orient. |
| 15  | 14 mai 1996 17 mai 1996             | Royaume-Uni                      | Londres            | Discussion sur les relations franco-britanniques, la nécessité de la participation du Royaume-Uni à la monnaie unique, la crise de la « vache folle », l'exclusion sociale et l'aide au développement. |
| 16  | 6 juillet 1996 7 juillet 1996       | Arabie saoudite                  | Djeddah            | Discussion sur les relations économiques et culturelles franco-saoudiennes, la diplomatie française au Proche-Orient, la situation en Israël et au Liban et la coopération internationale contre le terrorisme. |
| 17  | 7 juillet 1996 8 juillet 1996       | Qatar                            | Doha               | |
| 18  | 16 juillet 1996 18 juillet 1996     | Gabon                            | Libreville         | Discussion sur les relations franco-africaines, le développement de l'État de droit dans les pays africains francophones et le rôle des Français de l'étranger pour poursuivre le développement économique de l'Afrique. |
| 19  | 18 juillet 1996                     | République démocratique du Congo | Brazzaville        | Discussion sur les nouvelles ambitions de la francophonie en matière de rayonnement culturel et de solidarité et sur le rôle de l'AIMF. |
| 20  | 11 septembre 1996 13 septembre 1996 | Pologne                          | Varsovie           | Discussion sur les relations franco-polonaises, sur l'élargissement de l'Union européenne à la Pologne, et sur l'Europe économique et sociale. |
| 21  | 19 octobre 1996 20 octobre 1996     | Syrie                            | Damas              | Discussion avec Hafez el-Assad sur les relations franco-syriennes, la nécessité de relancer le processus de paix au Proche-Orient et la construction d'un partenariat euro-méditerranéen. |
| 22  | 21 octobre 1996 22 octobre 1996     | Israël                           | Jérusalem          | Discussion sur la présence française à Jérusalem, la protection des établissements religieux et la mission de l'Église catholique et des diplomates français pour l'établissement de la paix. |
| 23  | 23 octobre 1996 24 octobre 1996     | Jordanie                         | Amman              | Discussion sur l'irréversibilité du processus de paix au Proche-Orient, la coopération culturelle franco-jordanienne et les relations entre l'Islam et l'Occident. |
| 24  | 2 décembre 1996 3 décembre 1996     | Portugal                         | Lisbonne           | Discussion sur le rôle de l'UEO pour la défense et la sécurité européennes, ses relations avec l'Union européenne et l'OTAN et sur les priorités de la prochaine présidence de la France. |
| 25  | 5 décembre 1996 6 décembre 1996     | Burkina Faso                     | Ouagadougou        | 19e sommet France-Afrique à Ouagadougou. Discussion avec Blaise Compaoré, président du Burkina Faso, sur l'aide au développement de l'Afrique, la proposition de créer une force d'intervention africaine pour la prévention des conflits, notamment au Rwanda, et sur les relations entre l'euro et le franc CFA. |
| 26  | 16 janvier 1997 17 janvier 1997     | Hongrie                          | Budapest           | Discussion sur les relations franco-hongroises, et sur le calendrier de l'élargissement de l'Union européenne et de l'OTAN à la Hongrie. |
| 27  | 21 février 1997 22 février 1997     | Roumanie                         | Bucarest           | Discours sur le rôle des Français de Roumanie pour le développement de la coopération économique, culturelle et sociale entre la France et la Roumanie. |
| 28  | 11 mars 1997 13 mars 1997           | Brésil                           | São Paulo          | Discussion sur les échanges économiques et culturels franco-brésiliens, les investissements français au Brésil, la compétition entre le Mercosur, les États-Unis et l'Europe. |
| 29  | 13 mars 1997 14 mars 1997           | Uruguay                          | Montevideo         | Discussion avec Sanguinetti sur les relations franco-uruguayennes, sur le choix de Montevideo comme capitale du Mercosur sur les échanges culturels et commerciaux entre l'Europe et l'Amérique latine. |
| 30  | 14 mars 1997 15 mars 1997           | Bolivie                          | La Paz             | Discussion sur l'amitié franco-bolivienne et les relations entre l'Union européenne et le Mercosur. |
| 32  | 16 mars 1997                        | Paraguay                         | Asuncion           | Discussion sur les relations politiques et culturelles entre la France et le Paraguay et le développement des relations entre l'Union européenne et l'Amérique latine et le Mercosur. |
| 32  | 16 mars 1997 17 mars 1997           | Argentine                        | Buenos Aires       | Discussion sur les relations franco-argentines, la communauté française en Amérique latine et sur les échanges entre l'Europe et le Mercosur. |
| 33  | 2 avril 1997 3 avril 1997           | République tchèque               | Prague             | Discussion sur les relations franco-tchèques, l'élargissement de l'OTAN et le calendrier de l'adhésion de la République tchèque à l'Union européenne. |
| 34  | 16 juillet 1997 17 juillet 1997     | Belgique                         | Bruxelles          | Discussion sur l'importance de la communauté française en Belgique, sur son rôle dans les relations politiques, économiques et culturelles entre la France et la Belgique, l'affaire Dassault, la lutte contre le trafic de drogue, l'Union monétaire et la situation dans l'ex-Zaïre. |
| 35  | 25 juillet 1997                     | Monaco                           | Monaco             | Discussion sur l'histoire des relations franco-monégasques et sur le souhait de la Principauté d'introduire l'euro. |
| 36  | 5 septembre 1997 6 septembre 1997   | Mauritanie                       | Nouakchott         | Discussion avec le président Maaouiya Ould Sid'Ahmed Taya sur les relations entre la France et la Mauritanie, le développement des investissements, le rôle des Français et la politique africaine de la France. |
| 37  | 15 septembre 1997 16 septembre 1997 | Andorre                          | Andorre-la-Vieille | Discussion sur la coopération culturelle, économique et commerciale entre la France et Andorre, son rôle de garant de la souveraineté d'Andorre et sur les rapports entre Andorre et l'Union européenne. |
| 38  | 25 septembre 1997 28 septembre 1997 | Russie                           | Moscou             | Discours sur la démocratisation de la Russie, l'ancienneté des liens entre la Russie et la France, le renouveau et le développement des coopérations bilatérales et l'ouverture de la Russie aux échanges internationaux. |
| 39  | 12 novembre 1997 16 novembre 1997   | Vietnam                          | Hô Chi Minh-Ville  | Sommet de la Francophonie. Discussion sur le développement économique du Viêt Nam et de la région d'Hô Chi Minh-Ville, sur l'investissement français et sur la coopération culturelle, scientifique et médicale. |
| 40  | 16 novembre 1997 17 novembre 1997   | Malaisie                         | Langkawi           | Discussion avec Mahathir Mohamad, Premier ministre de Malaisie, sur les relations franco-malaises, la situation financière de la Malaisie dans la crise monétaire en Asie et sur la situation au Cambodge et au Viêt Nam. |
| 41  | 15 décembre 1997 16 décembre 1997   | Émirats arabes unis              | Abou Dabi          | Discussion sur les relations politiques, économiques, militaires et culturelles entre la France et les Emirats et sur le développement d'un partenariat entre les deux pays, Abou Dabi le 16 décembre 1997. |
| 42  | 24 janvier 1998 26 janvier 1998     | Inde                             | New Delhi          | Discussion sur le bilan de son voyage en Inde, la coopération dans le domaine aéronautique, le renforcement du partenariat économique avec l'Inde et le processus de paix au Proche-Orient. |
| 43  | 11 février 1998 12 février 1998     | Autriche                         | Vienne             | Discussion sur l'histoire et le développement des relations franco-autrichiennes, la consolidation et l'élargissement de l'Europe. |
| 44  | 21 février 1998                     | Pologne                          | Poznań             | Discussion avec Helmut Kohl, chancelier de la République fédérale d'Allemagne et Aleksander Kwaśniewski, président de la république de Pologne, sur la coopération politique, économique et sociale au sein du « Triangle de Weimar », l'élargissement de l'Union européenne et la sécurité européenne. |
| 45  | 6 avril 1998 7 avril 1998           | Bosnie-Herzégovine               | Sarajevo           | Hommage aux soixante-douze soldats français morts au cours des opérations de maintien de la paix ainsi qu'aux organisations humanitaires. Devant une assemblée de jeunes, Chirac propose la réconciliation et la restauration d'une Bosnie pluriculturelle et unie et affirme l'ancrage de la Bosnie en Europe en déclarant qu'elle « a vocation à rejoindre, demain, la grande famille européenne ». Visite au contingent français stationné à Mostar.                                                    |
| 46  | 25 juin 1998                        | Namibie                          | Windhoek           | Discussion sur l'accession de la Namibie aux valeurs de la démocratie et sur l'aide au développement. |
| 47  | 26 juin 1998 28 juin 1998           | Afrique du Sud                   | Midrand            | Discussion sur le développement d'un partenariat économique et commercial entre la France et l'Afrique du Sud. |
| 48  | 28 juin 1998 29 juin 1998           | Mozambique                       | Maputo             | Discussion avec Joaquim Chissano, président de la république du Mozambique, sur le bilan du voyage au Mozambique, l'aide au développement et la présence française dans l'océan Indien. |
| 49  | 29 juin 1998 30 juin 1998           | Angola                           | Luanda             | Discussion sur les relations franco-angolaises, la nécessité de la réconciliation nationale en Angola, l'aide au développement et l'importance de l'implantation des compagnies pétrolières. |
| 50  | 2 septembre 1998 3 septembre 1998   | Ukraine                          | Kiev               | Première visite d'un président français en Ukraine depuis l'indépendance du pays. Jacques Chirac souligne la nécessité de rapprocher des Quinze les pays européens non membres de l'Union. |
| 51  | 4 septembre 1998                    | Moldavie                         | Chișinău           | Discussion avec Petru Lucinschi, président de la république de Moldavie, sur l'aide financière à la Moldavie, son rapprochement de l'Union européenne, la proposition de destruction des armes stockées en Transnistrie et le développement des échanges et des investissements entre la France et la Moldavie. |
| 52  | 28 octobre 1998 29 octobre 1998     | Suisse                           | Berne              | Discussion sur l'ancienneté des relations entre la France et la Suisse, la coopération économique, judiciaire et militaire et sur la proposition de l'entrée de la Suisse dans l'Union européenne. |
| 53  | 13 novembre 1998                    | Mexique                          | Mexico             | Discours du président sur la place et le rôle des jeunes dans le mouvement de la mondialisation, sur leurs combats pour les droits de l'homme, la tolérance, l'éducation, la justice et l'environnement et sur la coopération universitaire entre la France et le Mexique. Discussion sur le développement de la coopération entre la France et le Mexique, la ratification des accords politiques, économiques et culturels entre l'Union européenne et le Mexique et le rôle de la Communauté française. |
| 53  | 14 novembre 1998 15 novembre 1998   | Guatemala                        |                    | Le 14, discussion sur l'action de Rigoberta Menchú, Prix Nobel de la Paix, pour la reconnaissance de l'identité, de la culture et des droits des peuples amérindiens et des peuples premiers et sur le dialogue des civilisations. Le 15, discussion sur le patrimoine culturel et artistique du Guatemala, la coopération archéologique et la restitution des œuvres d'art restaurées en France. |
| 53  | 16 novembre 1998                    | Nicaragua                        | Managua            | Discussion sur l'aide internationale d'urgence aux régions sinistrées, la proposition de réunion d'une conférence pour l'aide à la reconstruction et la décision française d'annuler la dette des pays d'Amérique centrale touchés par le cyclone Mitch. |
| 53  | 16 novembre 1998                    | Salvador                         | San Salvador       | Discussion avec Armando Calderón Sol, président de la république du Salvador, sur l'aide bénévole d'urgence et l'aide humanitaire aux populations sinistrées, la décision française d'annuler la dette des pays d'Amérique centrale touchés par le passage du cyclone Mitch et la proposition d'une conférence internationale pour l'aide à la reconstruction et au développement. |
| 53  | 16 novembre 1998                    | Honduras                         | Tegucigalpa        | Discussion sur la mobilisation des volontaires pour l'aide humanitaire aux victimes du cyclone Mitch, la reconstruction et le développement du Honduras, l'annulation de la dette française et la proposition d'annulation de l'ensemble de la dette multilatérale du Honduras. |
| 54  | 4 février 1999 5 février 1999       | Portugal                         | Lisbonne           | Discussion sur l'importance de la présence française au Portugal, la coopération culturelle et l'enseignement des langues française et portugaise et sur les prochaines présidences portugaise et française de l'Union européenne, sur l'importance de l'euro pour l'économie européenne et le développement de l'économie portugaise, le dynamisme des échanges commerciaux entre la France et le Portugal, le poids des investissements français et sur une vision commune de la mondialisation.         |
| 55  | 18 février 1999 20 février 1999     | États-Unis                       | Washington         | Discussion sur la négociation de Rambouillet sur le conflit du Kosovo, la nécessité de maîtriser les conséquences sociales de la mondialisation, le différend commercial euro-américain sur la banane. |
| 56  | 28 février 1999                     | Macédoine                        | Kumanovo           | Discussion sur la contribution des soldats de la force d'extraction déployée en Macédoine à la sécurité des Balkans et sur la mission de la force internationale appelée à garantir l'accord conclu entre Serbes et Kosovars à Rambouillet pour la paix au Kosovo. |
| 57  | 4 octobre 1999 5 octobre 1999       | Espagne                          | Madrid             | Discussion sur l'histoire, le rayonnement culturel de Madrid, la présence française et le développement des liens entre Paris et la capitale espagnole. |
| 58  | 10 mai 1999 11 mai 1999             | Finlande                         | Helsinki           | Discussion avec Martti Ahtisaari, président de Finlande, sur les relations franco-finlandaises, la convergence de vues sur le conflit du Kosovo, la médiation du président finlandais et de la Russie et l'évocation du bombardement de l'ambassade de Chine à Belgrade. |
| 59  | 29 juin 1999                        | Brésil                           | Rio de Janeiro     | Discussion sur la coopération entre l'Amérique latine, les Caraïbes et l'Union européenne, à Rio de Janeiro le 29 juin 1999. |
| 60  | 21 juillet 1999                     | Guinée                           | Conakry            | Discussion sur la situation politique de la Guinée, la coopération franco-guinéenne et l'encouragement de la paix, de la démocratie et de la bonne gestion des affaires publiques en Afrique notamment par l'aide au développement. |
| 60  | 22 juillet 1999                     | Togo                             | Lomé               | Discussion sur les relations franco-togolaises, les exigences du développement et l'enracinement de la démocratie, la prévention des conflits en Afrique. |
| 60  | 23 juillet 1999 24 juillet 1999     | Nigeria                          | Abuja              | Discussion sur l'inscription du Nigeria dans la « zone de solidarité prioritaire » de la France, l'intensification des échanges bilatéraux, les opportunités d'affaires et d'investissement, et l'extension au Nigéria du programme d'annulation de la dette des pays les plus pauvres. |
| 60  | 24 juillet 1999                     | Cameroun                         | Yaoundé            | Discussion avec Paul Biya sur les relations franco-camerounaises, l'allégement du fardeau de la dette des pays les plus pauvres du continent africain, la poursuite de la démocratisation, la prévention des conflits. |
| 60  | 25 juillet 1999                     | Maroc                            | Rabat              | Assistance aux funérailles du roi Hassan II. |
| 61  | 1er septembre 1999 6 septembre 1999 | Saint-Pierre-et-Miquelon         | Iqaluit            | Discussion sur la communauté francophone du Nunavut et le site Internet sur l'art Inuit. |
| 62  | 4 octobre 1999 5 octobre 1999       | Espagne                          | Madrid             | Discussion sur l'évolution des relations et la convergence des vues franco-espagnoles au niveau européen, l'importance de la présence française en Espagne et la coopération entre les deux pays. |
| 63  | 28 février 2000                     | Pays-Bas                         |                    | Le ton est à la réconciliation et aux louanges face aux efforts accomplis pour surmonter la crise des dernières années. Jacques Chirac, impopulaire dans le pays affirme d'ailleurs que « les moins bons moments du passé récent sont derrière nous ». |
| 64  | 21 octobre 2000 23 octobre 2000     | Chine                            | Pékin              | Discussion sur le progrès des économies européenne et chinoise, les relations économiques et la coopération entre l'Union européenne et la Chine, le rôle des hommes d'affaires européens en Chine, la prochaine adhésion de la Chine à l'OMC, la coopération économique, technologique et culturelle entre les deux pays et leurs consultations dans la prévention et le règlement des conflits. |
| 65  | 25 novembre 2000                    | Kosovo                           | Kosovo             | Discussion sur la mission des forces françaises au Kosovo. |
| 66  | 27 novembre 2000                    | Danemark                         | Copenhague         | Discussion avec Poul Nyrup Rasmussen, Premier ministre du Danemark, sur la préparation de la conférence de Nice, de la réforme des institutions européennes, la composition de la Commission européenne et le voyage de Chirac en Autriche. |
| 66  | 27 novembre 2000                    | Finlande                         | Helsinki           | Discussion avec Paavo Lipponen, Premier ministre de la république de Finlande, sur la préparation de la conférence de Nice, la réforme des institutions européennes et les relations entre les grands et les petits pays de l'Union européenne. |
| 67  | 30 novembre 2000                    | Irlande                          | Dublin             | Discussion avec Bertie Ahern, Premier ministre d'Irlande, sur la préparation de la conférence de Nice, la réforme des institutions communautaires, la composition de la Commission européenne et la maladie de la vache folle. |
| 68  | 18 décembre 2000                    | États-Unis                       | Washington         | Réunion du sommet Union européenne-États-Unis. Discussion avec Romano Prodi, président de la Commission européenne, sur les relations entre l'Union européenne et les États-Unis, la politique étrangère de la nouvelle administration Bush, la politique agricole, l'aide au développement et la situation au Proche Orient. |
| 69  | 25 juin 2000 27 juin 2000           | Allemagne                        | Berlin             | Discussion sur l'importance de la relation franco-allemande pour la construction européenne, la réforme des institutions communautaires avec notamment la notion de constitution européenne ainsi que le renforcement de l'intégration européenne et de la coopération franco-allemande. |
| 70  | 19 octobre 2000 20 octobre 2000     | Corée du Sud                     | Séoul              | Discussion sur le développement et la situation économiques de la Corée du Sud, les relations économiques franco-coréennes, le partenariat entre l'Asie et l'Union européenne et la coopération entre la France et la Corée. |
| 71  | 22 novembre 2000                    | Belgique                         | Bruxelles          | Discussion avec Guy Verhofstadt, Premier ministre du royaume de Belgique, sur la préparation de la conférence de Nice, la réforme des institutions européennes, l'élargissement de l'Union européenne et de la crise de la vache folle. |
| 71  | 22 novembre 2000                    | Luxembourg                       |                    | Discussion avec Jean-Claude Juncker, Premier ministre sur la préparation de la conférence de Nice, la pondération des voix, la réforme des institutions européennes, la réforme de la Commission européenne et la crise de la vache folle. |
| 71  | 28 novembre 2000                    | Autriche                         | Vienne             | Discussion avec Wolfgang Schüssel, chancelier fédéral sur la préparation de la conférence de Nice, la réforme des institutions communautaires, la composition de la Commission européenne, les relations entre l'Union européenne et l'Autriche et la maladie de la vache folle. |
| 72  | 1er décembre 2000                   | Italie                           | Rome               | Discussion avec Giuliano Amato, président du Conseil de la république d'Italie, sur la préparation de la conférence de Nice, la réforme des institutions communautaires, l'élargissement de l'Union européenne, le sida et la maladie de la vache folle. |
| 73  | 10 avril 2000 11 avril 2000         | Suède                            | Stockholm          | Discussion sur les performances de la recherche développement en Suède, les échanges scientifiques et la coopération universitaire franco-suédoise et sur les engagements pris au conseil européen de Lisbonne en matière d'accès aux nouvelles technologies de l'information et de la communication (NTIC). |
| 74  | 18 janvier 2001 20 janvier 2001     | Cameroun                         | Yaoundé Garoua     | Discussion sur l'amitié entre la France et l'Afrique, l'engagement de la France en Afrique, la mondialisation et les mesures que l'Afrique devrait prendre pour y faire face. Discussion sur la situation politique et économique du Cameroun et les activités des Français dans ce pays. |
| 75  | 27 février 2001                     | Allemagne                        | Neustadt           | 3e sommet tripartite entre la France, l'Allemagne et la Pologne dans le cadre des réunions du « Triangle de Weimar ». Discussion avec Gerhard Schröder, chancelier de la République fédérale d'Allemagne et Aleksander Kwaśniewski, président de la république de Pologne, sur l'élargissement de l'Union européenne, la politique agricole commune, l'aide aux éleveurs français et la coopération franco-allemande pour contrôler les frontières face au flux d'immigrés clandestins.                    |
| 76  | 2 juillet 2001                      | Russie                           | Moscou             | Discours sur la présence des Français en Russie, leurs activités, la culture russe, le rayonnement de la culture française en Russie et les bourses pour les jeunes Russes désireux d'aller faire leurs études en France. |
| 76  | 26 juillet 2001                     | Lituanie                         | Vilnius            | Discussion sur l'action des Français en Lituanie, les relations entre la France et la Lituanie et les pays baltes en général et les progrès réalisés par ces derniers pays en vue de l'adhésion à l'Union européenne. |
| 76  | 27 juillet 2001                     | Lettonie                         | Riga               | Discussion sur la demande d'adhésion de la Lettonie à l'OTAN et l'entrée de la Lettonie à l'UE. |
| 76  | 28 juillet 2001                     | Estonie                          | Tallinn            | Discussion sur les relations et la coopération entre la France et l'Estonie, entre la France et les pays baltes en général et la candidature de ces pays à l'Union européenne. |
| 77  | 19 septembre 2001                   | États-Unis                       | New York           | Discussion sur les attentats terroristes à New York, son admiration pour le courage de la population de cette ville, la solidarité de la France avec les Etats-Unis et sa coopération avec les États-Unis dans la lutte contre le terrorisme. |
| 78  | 7 décembre 2001 8 décembre 2001     | RF Yougoslavie                   | Belgrade           | Première visite d'un chef d'État français dans le pays depuis 1983. Jacques Chirac salue la « libération du peuple serbe » et souligne que « la capacité de juger lucidement son passé est un signe de maturité des États modernes », demandant ainsi à Belgrade de collaborer avec le Tribunal pénal international pour l'ex-Yougoslavie. Le président prévient que l'Union européenne est plus favorable à la « rénovation de la fédération yougoslave » qu'à son éclatement.                            |
| 79  | 8 décembre 2001                     | Croatie                          | Zagreb             | Discussion avec Stjepan Mesić, sur les relations entre la France et la Croatie, la démocratisation en Croatie, la candidature de la Croatie à l'OTAN, la coopération de la Croatie avec le Tribunal pénal international, la coopération régionale et la distinction entre terrorisme et guerre de libération. |
| 80  | 4 février 2002                      | Allemagne                        | Berlin             | Rencontre franco-allemande. Discussion avec Gerhard Schröder, chancelier de la République fédérale d'Allemagne, et Lionel Jospin, Premier ministre, sur la rencontre bilatérale franco-allemande, l'élargissement de l'Union européenne, la préparation du Conseil européen de Barcelone et la politique étrangère de l'Union européenne. |
| 81  | 21 mars 2002 22 mars 2002           | Mexique                          | Monterrey          | Discussion sur son entretien avec George W. Bush à propos de l'aide au développement, du Moyen-Orient, de la taxation des importations d'acier aux États-Unis et de l'Ira. |
| 82  | 1er septembre 2002                  | Tchad                            | N'Djaména          | Discussion sur les relations bilatérales entre la France et le Tchad. |
| 83  | 19 juillet 2002 20 juillet 2002     | Russie                           | Sotchi             | Discussion avec Vladimir Poutine, président de la fédération de Russie. |
| 84  | 30 juillet 2002                     | Allemagne                        | Schwerin           | 79e consultations franco-allemandes. Discussion avec Gerhard Schröder, chancelier allemand, sur la préparation d'une position commune sur l'élargissement de l'UE, la politique européenne de sécurité et de défense et la réforme des institutions communautaires, la mise au point d'une déclaration à l'occasion du 40e anniversaire du traité franco-allemand, le risque d'une attaque américaine de l'Irak et le Proche-Orient.                                                                       |
| 85  | 2 mars 2003 4 mars 2003             | Algérie                          | Alger              | Discussion sur l'histoire des relations franco-algériennes depuis 1830 et l'approfondissement de la coopération franco-algérienne, en particulier en matière culturelle, économique et politique. |
| 86  | 23 juillet 2003 25 juillet 2003     | Nouvelle-Calédonie               |                    | Discussion sur l'application de l'accord de Nouméa, l'aide de l'État au développement minier de la Nouvelle-Calédonie, la protection de la barrière de corail de Nouvelle-Calédonie et la coopération de la France avec les États du Pacifique sud. |
| 86  | 25 juillet 2003 28 juillet 2003     | Polynésie française              |                    | Discussion sur les relations entre la France et les pays du Pacifique sud et le projet de nouveau statut de la Polynésie française. |
| 87  | 22 octobre 2003                     | Niger                            | Niamey             | Discussion sur l'aide française au développement du Niger, le meurtre du journaliste Jean Hélène en Côte d'Ivoire et la communauté française du Niger. |
| 87  | 24 octobre 2003 25 octobre 2003     | Mali                             | Bamako             | Discussion sur la présence française au Mali. |
| 88  | 24 novembre 2004 25 novembre 2004   | Libye                            | Tripoli            | Discussion sur les relations franco-libyennes, les liens entre l'Union européenne et les pays méditerranéens et sur la situation au Proche-Orient et en Irak. |
| 89  | 23 février 2004 24 février 2004     | Hongrie                          | Budapest           | Discussion sur la coopération économique et culturelle entre la France et la Hongrie, la perspective de l'adhésion de la Hongrie à l'Union européenne et le renforcement de l'enseignement français en Hongrie. |
| 90  | 20 septembre 2004                   | États-Unis                       | New York           | Nations unies. Discussion avec Luiz Inácio Lula da Silva, président de la république fédérative du Brésil, de Ricardo Lagos, président de la république du Chili et de José Luis Rodríguez Zapatero, président du gouvernement du royaume d'Espagne, sur les nouveaux moyens mis en œuvre pour l'aide au développement et sur le sort des otages en Irak. |
| 91  | 6 octobre 2004                      | Singapour                        | Singapour          | Discussion sur les relations entre la France et Singapour et sur un dialogue entre l'Union européenne et l'Asie du Sud-Est, intitulée « France et Singapour pour le rapprochement entre l'Europe et l'Asie ». |
| 91  | 6 octobre 2004 8 octobre 2004       | Vietnam                          | Hanoï              | Discussion sur les relations culturelles et économiques entre la France et le Viêt Nam, la poursuite des réformes démocratiques et sur l'aide française au développement des infrastructures. |
| 91  | 8 octobre 2004 12 octobre 2004      | Chine                            | Chengdu            | Discussion sur le partenariat stratégique franco-chinois et l'implantation des entreprises françaises en Chine. |
| 92  | 26 octobre 2004                     | Allemagne                        | Berlin             | 83es consultations franco-allemandes, 4e conseil des ministres franco-allemand. Discussion avec Gerhard Schröder, chancelier de la République fédérale d'Allemagne, sur les relations franco-allemandes, la construction européenne et la perspective de l'adhésion de la Turquie à l'Union européenne. |
| 93  | 18 novembre 2004 19 novembre 2004   | Royaume-Uni                      | Londres            | Sommet franco-britannique. Discussion sur la construction européenne, les liens entre l'Europe et les États-Unis, la mondialisation, le multilatéralisme, le règlement du conflit du Proche-Orient, la situation en Irak, la non prolifération des armes de destruction massive, l'aide au développement et sur la protection de l'environnement. |
| 94  | 2 février 2005 4 février 2005       | Sénégal                          | Dakar              | Visite au 23e bataillon d'infanterie de marine. Discussion sur la présence militaire française en Afrique, notamment pour le maintien de la paix. |
| 95  | 22 février 2005                     | Belgique                         | Bruxelles          | Sommet de l'OTAN. Discussion sur le rôle de la France au sein de l'OTAN et sur les relations entre l'Union européenne et les États-Unis. |
| 96  | 26 mars 2005 27 mars 2005           | Japon                            | Tokyo              | Discussion sur les relations franco-japonaises, notamment dans les domaines économiques et culturels. |
| 97  | 8 avril 2005                        | Vatican                          | Rome               | Assistance aux funérailles du pape Jean-Paul II. |
| 98  | 15 avril 2005                       | Monaco                           | Monaco             | Assistance aux funérailles du prince Rainier III. |
| 99  | 21 juillet 2005 22 juillet 2005     | Madagascar                       | Antananarivo       | Discussion sur les relations franco-malgaches et l'aide au développement, à Antananarivo le 21 juillet 2005. |
| 100 | 17 février 2006 19 février 2006     | Thaïlande                        | Bangkok            | Sommet économique. Discours sur les relations économiques franco-thaïlandaises. |
| 100 | 19 février 2006 20 février 2006     | Inde                             | New Delhi          | Conférence économique. Discussion sur les relations économiques franco-indiennes. |
| 101 | 14 mars 2006                        | Allemagne                        | Berlin             | 6e conseil des ministres franco-allemand. Discussion avec Angela Merkel, chancelière de la République fédérale d'Allemagne, notamment sur les relations franco-allemandes. |
| 102 | 23 mars 2006 24 mars 2006           | Belgique                         | Bruxelles          | Conseil européen. Discussion sur l'Union européenne, le contrat première embauche, et sur la fusion entre Gaz de France et Suez. |
| 103 | 24 mai 2006 26 mai 2006             | Brésil                           | Brasilia           | Discussion sur les relations économiques franco-brésiliennes. |
| 103 | 26 mai 2006 27 mai 2006             | Chili                            | Santiago           | Discussion avec Michelle Bachelet sur les relations franco-chiliennes. |
| 104 | 18 septembre 2006 19 septembre 2006 | États-Unis                       | New York           | Déplacement à l'Assemblée générale de l'ONU et le lancement officiel d'UNITAID. |
| 105 | 29 septembre 2006 1er octobre 2006  | Arménie                          | Erevan             | Discussion avec Robert Kotcharian sur les relations franco-arméniennes. |
| 106 | 28 novembre 2006 29 novembre 2006   | Lettonie                         | Riga               | Sommet de l'OTAN. Discussion sur les opérations de l'OTAN en Afghanistan, son élargissement, ses partenariats, et sur la situation au Liban. |
| 107 | 3 mai 2007                          | Allemagne                        | Berlin             | Discussion avec Angela Merkel, chancelière d'Allemagne, sur les relations franco-allemandes et la construction européenne. |